# Gidy
Gidy település Franciaországban, Loiret megyében. Lakosainak száma 2015 fő (2022. január 1.). Gidy Huêtre, Boulay-les-Barres, Bricy, Cercottes, Chevilly, Ormes és Saran községekkel határos.

## Népesség
A település népességének változása:
| Lakosok száma | 736  | 1252 | 1450 | 1504 | 1699 | 1888 | 2009 | 2057 | 2043 | 2015 |
|               | 1968 | 1982 | 1990 | 2006 | 2013 | 2015 | 2017 | 2019 | 2020 | 2022 |